# Sandi Hilal
Sandi Hilal (Bayt Sahur, al este de Belén, 1973) es una arquitecta palestina especialista en  planificación urbana; ganadora de un León de Oro en la Bienal de Arquitectura de Venecia, 2023. 

## Trayectoria
Obtuvo su maestría en la Universidad de Roma La Sapienza. De 2001 a 2005 fue profesora adjunta de Bellas Artes y Estudios Urbanos en la Universidad de Arquitectura (IUAV) de Venecia. Recibió su doctorado en 2006 en el campo de la "política transfronteriza en la vida cotidiana" en la Universidad de Trieste en Italia.
En 2003, Hilal, junto con Alessandro Petti, ambos fundadores del estudio artístico DAAR, representaron el Pabellón Palestino en la Bienal de Venecia. Fue comisaria del proyecto de ciudades árabes y  también estuvo a cargo del proyecto de investigación Exposición Stateless Nation. En 2007 con Alessandro Petti y Eyal Weizman fundaron el instituto de Arquitectura Descolonizante (DAi) en Belén. El instituto recibió el Premio Príncipe Claus en 2010. 
Trabaja para el Organismo de Obras Públicas y Socorro de la Agencia de Naciones Unidas para los Refugiados de Palestina en Oriente Próximo (UNRWA) en un programa de mejora para los campamentos palestinos. Ha publicado en varios periódicos y revistas internacionales.
Debido a los problemas con los permisos a los que tuvo que enfrentarse su pareja, ambos dejaron Belén (Cisjordania) y se trasladaron a a vivir a  Suecia.